# Makan Traoré
Makan-Vie Traoré (* 8. Oktober 2000 in Royan) ist ein französischer Boxer.

## Karriere
Traoré wurde 2020 Französischer Meister im Weltergewicht und 2022 Französischer Meister im Halbmittelgewicht.
Bei der Weltmeisterschaft 2023 erreichte er einen fünften Platz und bei den Europaspielen 2023 in Krakau einen dritten Platz, womit er sich zur Teilnahme an den Olympischen Spielen 2024 in Paris qualifizierte.
Bei der Europameisterschaft 2024 in Belgrad verlor er im Achtelfinale gegen Tuğrulhan Erdemir. Bei den Olympischen Spielen verlor er in der Vorrunde gegen den Dänen Nikolai Terterjan. Beim von World Boxing veranstalteten Weltcup 2025 in Foz do Iguaçu erreichte er einen dritten Platz.